# 15695 Fedorshpig
15695 Fedorshpig (1985 RJ5) là một tiểu hành tinh vành đai chính được phát hiện ngày 11 tháng 9 năm 1985 bởi N. S. Chernykh ở Đài vật lý thiên văn Crimean.